# Штефан-чел-Маре (комуна, Бакеу)
Штефан-чел-Маре (рум. Ștefan cel Mare) — комуна у повіті Бакеу в Румунії. До складу комуни входять такі села (дані про населення за 2002 рік):
- Богдана (610 осіб)
- Віїшоара (687 осіб)
- Гутінаш (506 осіб)
- Негоєшть (909 осіб)
- Редяна (685 осіб)
- Штефан-чел-Маре (941 особа)

Комуна розташована на відстані 204 км на північ від Бухареста, 41 км на південь від Бакеу, 120 км на південний захід від Ясс, 125 км на північний захід від Галаца, 113 км на північний схід від Брашова.

## Населення
За даними перепису населення 2002 року у комуні проживала 7161 особа.
Національний склад населення комуни:
| Національність | Кількість осіб | Відсоток |
| -------------- | -------------- | -------- |
| румуни         | 6648           | 92,8%    |
| цигани         | 510            | 7,1%     |
| угорці         | 2              | < 0,1%   |
| вірмени        | 1              | < 0,1%   |

Рідною мовою назвали:
| Мова      | Кількість осіб | Відсоток |
| --------- | -------------- | -------- |
| румунську | 6768           | 94,5%    |
| циганську | 391            | 5,5%     |
| угорську  | 2              | < 0,1%   |

Склад населення комуни за віросповіданням:
| Релігія       | Кількість осіб | Відсоток |
| ------------- | -------------- | -------- |
| православні   | 6562           | 91,6%    |
| римо-католики | 553            | 7,7%     |
| адвентисти    | 39             | 0,5%     |
| лютерани      | 4              | 0,1%     |
| реформати     | 2              | < 0,1%   |
| не релігійні  | 1              | < 0,1%   |

## Зовнішні посилання
- Дані про комуну Штефан-чел-Маре на сайті Ghidul Primăriilor